# Szaniec

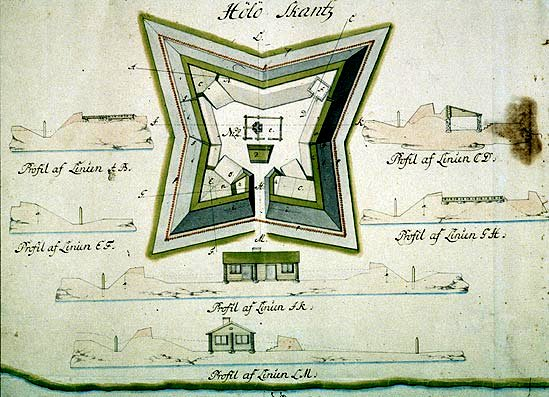
Narys małego fortu, szańca zamkniętego o narysie kleszczowym

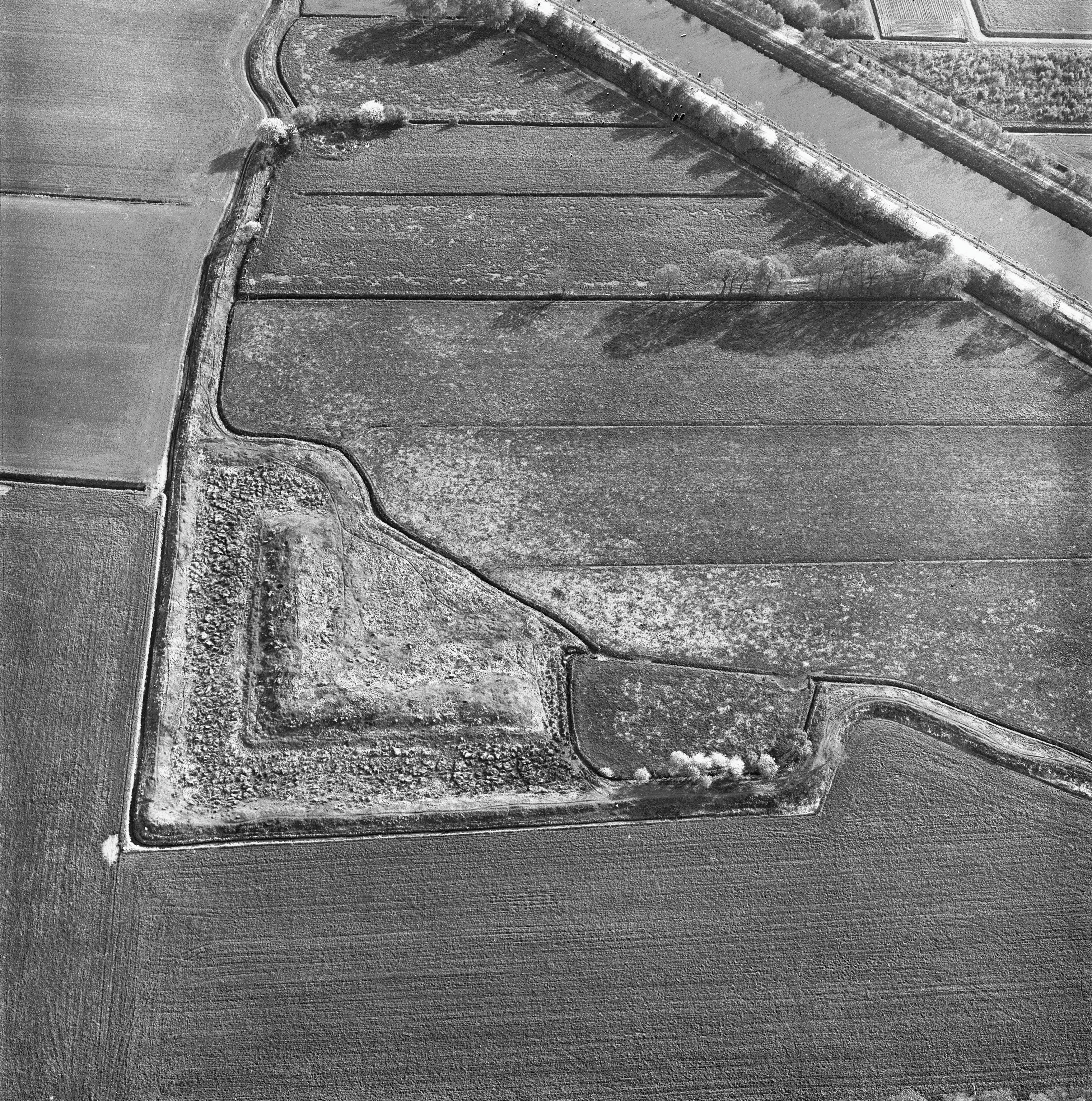
Zdjęcie lotnicze szańca otwartego -lunety

Szaniec – ziemne dzieło fortyfikacyjne lub element fortyfikacji, zawierające wał obronny i fosę, stosowane od rozpowszechnienia się broni palnej do końca XIX w., przeważnie mające charakter fortyfikacji polowej i często wznoszone doraźnie. Szańce były budowane przez wojska na obszarze toczonych bitew jako element umocnień służących do osłony stanowisk artyleryjskich lub na przedpolu obleganych twierdz. Przy ich budowie stosowano zróżnicowane narysy i profile.
Przykłady szańców o profilach zamkniętych:
- reduta
- fort

o profilach otwartych:
- redan
- luneta

Niekiedy bastion także określano nazwą „szaniec”.